# Koberg (Taunus)
Der Koberg bei Haintchen im hessischen Landkreis Limburg-Weilburg ist eine 460,5 m ü. NHN hohe Erhebung im Mittelgebirge Taunus.

## Geographie

### Lage
Der Koberg liegt im Östlichen Hintertaunus. Im Naturpark Taunus erhebt er sich direkt südlich von Haintchen, einem Ortsteil der Gemeinde Selters (Taunus). Östlich und nördlich um die Erhebung herum fließt der Eisenbach. Etwa 0,8 km südlich befindet sich der 461,8 m hohe Suterkopf.
Der bewaldete Koberg ist Teil der Feldberg-Langhals-Pferdskopf-Scholle, die das Emsbachtal vom Weiltal trennt. Mit dem Suterkopf und dem Blumenstück (445 m) bildet er die letzten nordwestlichen Berge dieser Hochscholle.

### Naturräumliche Zuordnung
Der Koberg zählt in der naturräumlichen Haupteinheitengruppe Taunus (Nr. 30), in der Haupteinheit Östlicher Hintertaunus (302) zum Naturraum Pferdskopf-Taunus (302.6).

## Geschichte

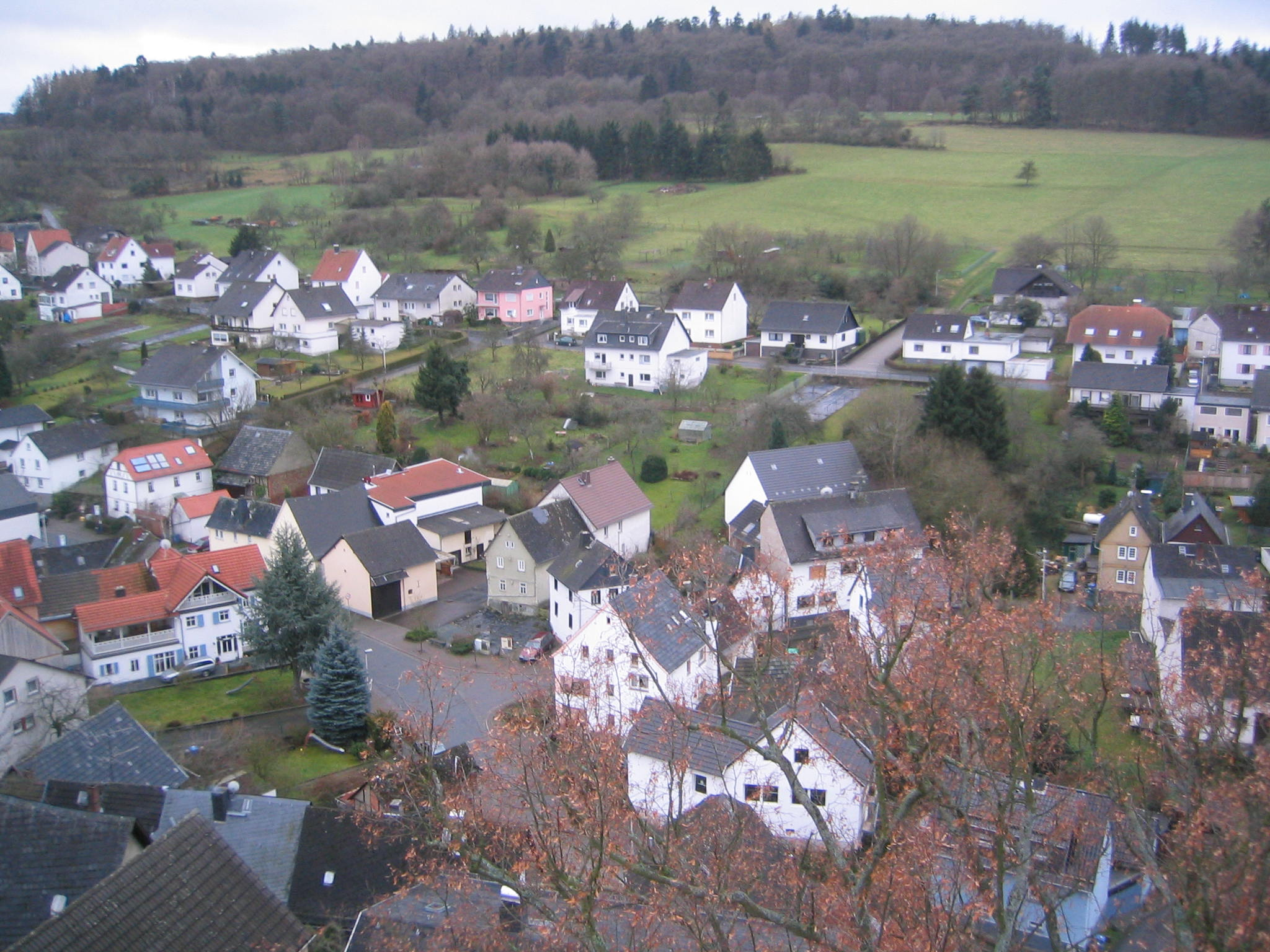
Ansicht von Haintchen

Auf dem Kobergplateau befand sich in keltischer Zeit eine Kultstätte. Deren Lage steht vermutlich mit den beiden Höhenwegen, der an dem nordwestlich Höhenrücken Wachhecke (370 m) vorbeiführenden Hessenstraße und der östlich auf dem gegenüberliegenden Höhenzug Blumenstück (445 m)  laufenden Rennstraße in Verbindung.
Wie aus alten Berichten überliefert, war man bei der Errichtung der früheren Kirche, 1706 erbaut, über ihre Anlage geteilter Meinung. Das Unterdorf wollte die Kirche auf dem Koberg, das Oberdorf an der heutigen Stelle, wo die Pfarrkirche St. Nikolaus steht, errichten. Man schaffte das Bauholz und das Baumaterial mehrmals auf den Koberg. Anderentags lag es wieder auf dem Kirchberg.